# Provinciale Hogeschool Limburg
De Provinciale Hogeschool Limburg (PHL) was een hogeschool in Vlaanderen. In oktober 2013 fuseerde de Provinciale Hogeschool Limburg en de XIOS Hogeschool Limburg tot één nieuwe hogeschool, Hogeschool PXL, met 20 bacheloropleidingen en 11.000 studenten.

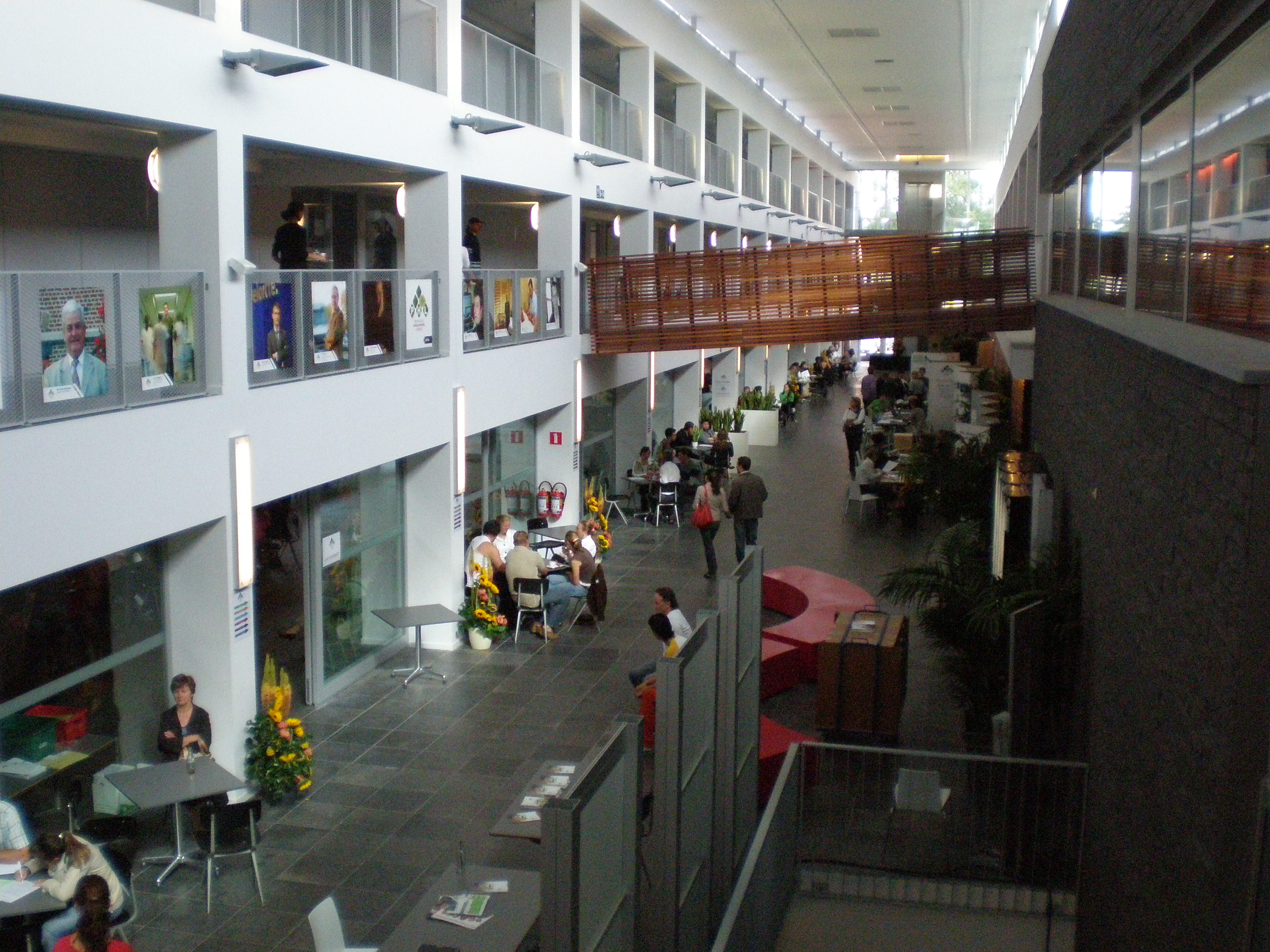
Campus Elfde-Linie

## Geschiedenis
Ze is rond 1995 ontstaan door fusie van de toenmalige Limburgse Provinciale Verpleegsterschool, het Provinciaal Hoger Handelsinstituut, de Provinciale Landbouwschool van Tongeren, de Provinciale Hogeschool voor Kunst en Architectuur, en de Provinciale normaalschool. In deze sectoren bood de PHL meerdere opleidingen aan op het niveau Bachelor en Master. De school telde voor de fusie meer dan 4000 studenten en ongeveer 500 personeelsleden. Samen met de XIOS Hogeschool Limburg behoorde ze tot de Universitaire associatie rond de Universiteit Hasselt, wat voor de nieuwe Hogeschool PXL nog steeds het geval is.

## Algemeen Directeurs
- 10/2005 tot heden: Ben Lambrechts
- →10/2005: Robert Lavigne

## Studentenverenigingen
Onderstaande studentenverenigingen waren verbonden aan de PHL:
- Departement Lerarenopleiding: Prominos
- Departement Handelswetenschappen en bedrijfskunde: Mercurius
- Departement Architectuur & Beeldende kunst, studiegebied Architectuur: Sofa
- Departement Gezondheidszorg: Mater-Paramedica
- Departement Audiovisuele en Beeldende Kunst: Lucas (actief tot 2005)
- Departement Biotechniek: Creon

## Trivia

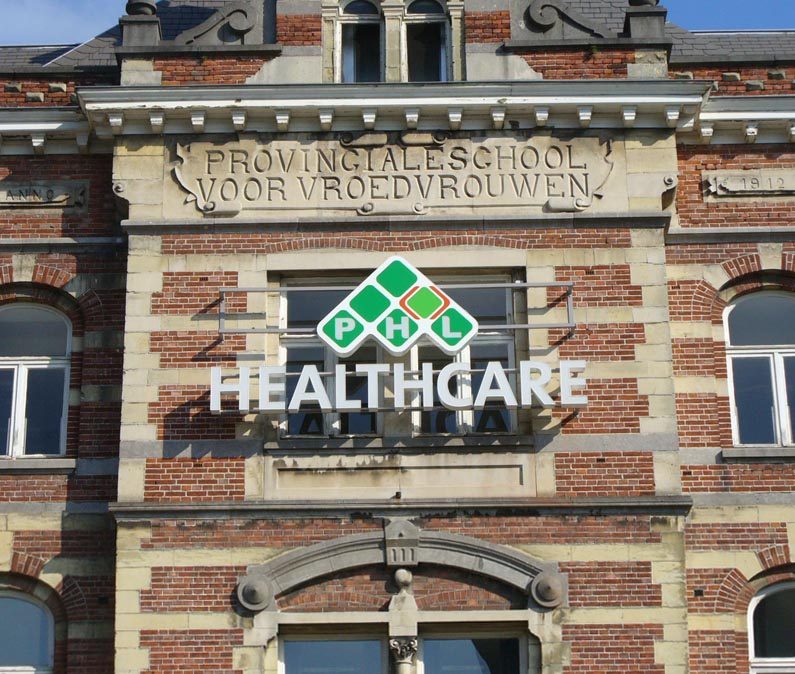
Engelstalig opschrift

De leden van de plaatselijke afdeling van Marnixring Internationale Serviceclub vinden dat de Provinciale Hogeschool Limburg de taalwetten overtrad door de Nederlandstalige namen van departementen en studentenvoorzieningen te veranderen in Engelstalige en die in grote opschriften op de schoolgebouwen aan te brengen. Zij vragen respect voor de Nederlandse taal en dienden een klacht in bij de Vaste Commissie voor Taaltoezicht.
Eind januari 2010 sprak de Vaste Commissie voor Taaltoezicht haar oordeel uit: de PHL overtreedt de taalwet, de namen van departementen en studentenvoorzieningen moeten in het Nederlands gesteld zijn.
De hogeschool schikte zich naar deze uitspraak door de namen van de studentenvoorzieningen te veranderen of te verwijderen. De namen van de departementen bleven omdat dit volgens de hogeschool eigennamen zijn, niet onderhevig aan de taalwetten.